# Dernier Appel (film)
Pour l'album de reggae de l'artiste ivoirien Tiken Jah Fakoly sorti en 2014, voir Dernier Appel.
Pour plus de détails, voir Fiche technique et Distribution.
Dernier Appel (L'assassino... è al telefono) est un giallo belgo-italien coécrit et réalisé par Alberto De Martino, sorti en 1972.

## Synopsis
Depuis la mort mystérieuse de son compagnon Peter, Eleanor est devenue amnésique. Actrice, elle ne souvient plus du tout de Peter, qu'elle croit toujours vivant, et continue sa vie à Bruges. Elle ne se rappelle plus qu'elle a épousé un autre homme, George, et elle entretient une liaison avec un acteur de théâtre, Thomas, avec qui elle joue dans une pièce inspirée de la vie de Lady Godiva. Un jour, lors qu'elle se trouve aux alentours du port, devant une cabine téléphonique, Eleanor tombe nez à nez avec un homme en train de boire, avant de s'évanouir choquée. Emmenée à l'hôpital, elle retrouve une partie de sa mémoire grâce à un sérum de vérité. Quelque temps plus tard, sa vie est chamboulée lorsque l'étranger qu'elle a aperçu la contacte au téléphone et tue ses proches. Sa meilleure amie, Dorothy, est tuée à coups de couteau. Après avoir abattu son époux, le tueur cherche à supprimer tous les témoins avant de faire disparaître Eleanor. Pendant ce temps, Margaret Vervoort, la directrice du théâtre, émet bientôt une hypothèse : et si Eleanor simulait l'amnésie afin de cacher des secrets assassins ? Car elle a hérité du domaine de Peter qui vaut une fortune et elle n'en parle jamais. De son côté, Eleanor pense que son nouveau mari et son amant ont fomenté un complot contre elle afin de la rendre folle...

## Fiche technique
- Titre original : L'assassino... è al telefono
- Titre français : Dernier Appel
- Réalisation : Alberto De Martino
- Scénario : Alberto De Martino, Vincenzo Mannino, Lorenzo Manning, Adriano Bolzoni et Renato Izzo
- Montage : Otello Colangeli
- Musique : Stelvio Cipriani
- Photographie : Joe D'Amato (crédité comme Aristide Massaccesi)
- Sociétés de production : Difnei Cinematografica et S.O.D.E.P., Bruxelles
- Société de distribution : Jumbo Cinematografica
- Pays d'origine :  Italie,  Belgique
- Langue originale : italien
- Format : couleur
- Genre : giallo
- Durée : 105 minutes
- Date de sortie : 
  -  Italie : 6 octobre 1972

## Distribution
- Telly Savalas : Ranko Drasovic
- Anne Heywood : Eleanor Loraine
- Osvaldo Ruggieri : Thomas Brown
- Giorgio Piazza : George
- Willeke van Ammelrooy : Dorothy
- Rossella Falk : Margaret Vervoort
- Antonio Guidi : docteur Chandler
- Roger Van Hool : Peter Vervoort
- Ada Pometti : l'infirmière
- Alessandro Perrella : le psychiatre
- Marc Audier
- Piet Balfoort
- Georges Bossair
- Sandra L. Brennan
- Suzy Falk
- Leonardo Scavino : le tueur
- Serge-Henri Valcke